# Београдско драмско позориште
Београдско драмско позориште (БДП; раније Савремено позориште Београд) основано је августа 1947. и било је прво градско позориште формирано у Београду после Другог светског рата. Прва премијера „Младост отаца“ Бориса Горбатова у режији Петра С. Петровића изведена је 20. фебруара 1948. у сали Народног позоришта.

## Историја
Позориште на Црвеном крсту је било предвиђено Генералним планом из 1923, код раскрснице Жичке и Војводе Шупљикца.
Зграда на Црвеном крсту, у којој се ово позориште данас налази, отворена је у сезони 1948/49, а прва премијера одиграна на овој сцени је „Сумњиво лице“ Бранислава Нушића, у режији Салка Репака, 20. марта 1949. У периоду од 1959. до 1975. БДП је са Београдском комедијом чинило једну позоришну кућу - „Савремено позориште“, да би децембра 1975. поново постало Београдско драмско.
Средином педесетих и почетком шездесетих година 20. века БДП је имало свој „златни“ период, а највише захваљујући изузетно успешним извођењима дела савремених америчких драмских писаца и плејади врсних глумаца, редитеља, сценографа, костимографа који су својим талентом прославили сцену на Црвеном крсту. Представе „Смрт трговачког путника“, „Мачка на усијаном лименом крову“, „Стаклена менажерија“, „Мајка Храброст“, „Поглед с моста“... и данас су у сећању генерација гледалаца који су имали срећу да их виде.
БДП данас ради са сталним уметничким ансамблом и наставља традицију створену извођењем класичне и авангардне драмске литературе, чиме је створио и одржао свој препознатљив стил и уметнички израз. У пролеће 2003. завршена је темељна реконструкција позоришне зграде, на нивоу високих европских стандарда.